# John Lynch (actor)
John Lynch (Corrinshego, 26 de diciembre de 1961) es un actor y novelista irlandés.

## Biografía
Es hijo de madre italiana y padre norirlandés, es el mayor de cinco hermanos: Susan Lynch (actriz), Pauline Lynch (maestra de drama) y Seamus Lynch.
Nació en el Reino Unido y de niño se trasladó a la casa natal de su padre en Corrinshego (en el condado de Armagh), cerca de la ciudad Newry, en Irlanda del Norte.
Asistió a la universidad de San Colman, Newry, una escuela católica.
En 1997 se casó con la directora y productora Mary McGuckian, la pareja se separó en el 2008 y finalmente se divorciaron a mediados del 2012.

## Carrera como actor
Comenzó a actuar en obras de teatro en gaélico en la escuela durante los primeros años del conflicto en Irlanda del Norte.
Lynch ha aparecido en numerosas películas relacionadas con los problemas de Irlanda del Norte, y otros, además, como Cal con Helen Mirren, En el nombre del padre, con Daniel Day-Lewis, El ferrocarril estación hombre, con Julie Christie y Donald Sutherland), Nada personal y Some Mother, de nuevo con Helen Mirren, así como la Evelyn irlandesa de temática cinematográfica, con Pierce Brosnan, Aidan Quinn y Julianna Margulies.
Actuó como Gwyneth Paltrow novio 's en Sliding Doors, y como actor de reparto en Derek Jarman Eduardo II y trabajó con el reconocido director de cine independiente americano John Sayles en El secreto de Roan Inish. También como Señor Craven en Agnieska película Hollands de El jardín secreto con Maggie Smith. En 2005 protagonizó un remake de la película Lassie con Peter O'Toole y Samantha Morton y también Aislamiento primer largometraje de Billy O'Brien con Sean Harris y Ruth Negga.
El mismo año su novela Agua Torn publicación de la primera y fue un éxito de crítica. Se ocupa de la mayoría de edad de un niño a la altura de los problemas cuya vida ha estado envuelta en el secreto y la mentira. Lynch hizo la parte de la leyenda del fútbol George Best en la película de 2000 Best 'También interpretó el papel principal en Angel australiano característica Bebé australiano ganó premio del Instituto de Cine al mejor actor principal y la película australiana premio de la crítica al mejor actor de 1995.
Fue nominado para un premio de cine satélite para la película Moll Flanders en 1996. Ha trabajado con el aclamado director belga Marion Hänsel en su adaptación de la novela de autor Booker nominado Damon Galgut de La Cantera, que ganó como Mejor Película en el Festival de Cine de Montreal. El premio al mejor actor para el papel principal en la película Mejor en el Festival de Cine de Fort Lauderdale en 2000. Él escribió y coprodujo la película. Fue nominado a un BAFTA por la película Cal. También ha sido nominado para un premio Irish Film y Televisión por su papel en la película La Guerra de ITV Baby. También ha protagonizado la película Shelter Día cinco en el papel de Stephen que ganó un Premio del Cine Europeo y estuvo en competición en el Festival de Cine de Roma. En 2010, su segunda novela fue publicada titulado Caída del Cielo y recibió elogios por encima favorable por su valentía y poder en contar la desintegración de un hombre a través de la adicción. Más recientemente ha protagonizado el primer largometraje de Craig Vivieros 'el drama carcelario fantasma. Interpretó el papel de Wollfstan en la película de Christopher Smith, Black Death, y también jugó un sargento implacablemente duro principal en la película bien recibida Pat O'Connor pacífica de la novela de Michael Morpugo privado.
En el 2009 apareció como invitado en la serie Merlín donde interpretó a Balinor el padre de Merlín (Colin Morgan) durante el episodio "The Last Dragonlord", papel que interpretó nuevamente en un episodio en el 2012.
En el 2013 se unió al elenco de la serie The Fall donde interpreta a Jim Burns, el asistente en jefe del servicio de la policía de Irlanda del Norte.

## Publicaciones
Su primera novela, Torn Water, fue publicada en noviembre de 2005 por el Cuarto Poder, un sello literario de Harper y Collins, y la segunda, Falling Out of Heaven, fue publicada el 13 de mayo de 2010 por la misma editorial.

## Filmografía
- 2024: The Watchers, como el Profesor Kilmartin
- 2020: The head, como Arthur Wilde
- 2018: Paul, Apostle of Christ, como Aquila
- 2016: One of Us, como Bill Douglas
- 2012: Private Peaceful, como el sargento Hanley.
- 2011: The Hot Potato, como Bill.
- 2010: Black Death
- 2007: Lassie
- 2005: Experimento mortal (Isolation), como Dan
- 2004: El puente de San Luis Rey
- 2003: Alien Hunter
- 2002: Evelyn
- 2001: The Seventh Stream, como Tomas Dunhill.
- 1998: A cielo abierto
- 1997: Dos vidas en un instante
- 1996: En el nombre del hijo
- 1996: Moll Flanders, como Jonathan Fielding
- 1996: El silencio del mar
- 1995: Angel Baby, como Harry
- 1994: El secreto de la isla de las focas
- 1994: La princesa Caraboo
- 1993: El jardín secreto
- 1993: En el nombre del padre
- 1990: Hardware: programado para matar
- 1990: Metropolitan
- 1991: Eduardo II, como Spencer
- 1984: Cal
- 1983: El gran torneo

- Narrador.:

| Año  | Título            | Notas      |
| ---- | ----------------- | ---------- |
| 2011 | Night of the Hunt | documental |
| 2002 | Congo             | documental |

- Escritor y productor.:

| Año  | Título          | Notas                          |
| ---- | --------------- | ------------------------------ |
| 2000 | Best            | escritor y productor ejecutivo |
| 1997 | This Is the Sea | director de la segunda unidad  |

- Teatro.:

| Año  | Obra              | Personaje | Director(a)       | Teatro                    | Notas                                                                                 |
| ---- | ----------------- | --------- | ----------------- | ------------------------- | ------------------------------------------------------------------------------------- |
| 1985 | The Seagull       | -         | Charles Sturridge | Queens Theatre            | junto a Vanessa Redgrave, Jonathan Pryce, Natasha Richardson y Alfred Burke           |
| 1985 | Nicholas Nickleby | -         | Trevor Nunn       | Royal Shakespeare Theatre | junto a Michael Siberry, DeNica Fairman, Frances Cuka, John Carlisle y David Collings |

## Premios y nominaciones
| Año  | Categoría                                                                     | Premio                 | Películas     | Resultado |
| ---- | ----------------------------------------------------------------------------- | ---------------------- | ------------- | --------- |
| 2005 | Best Supporting Actor in Television                                           | IFTA Award             | The Baby War  | Nominado  |
| 2000 | Best Actor (empatado con Dirk Roofthooft)                                     | Jury Award             | Best          | Ganó      |
| 1997 | Best Performance by an Actor in a Supporting Role in a Motion Picture - Drama | Golden Satellite Award | Moll Flanders | Nominado  |
| 1996 | Best Actor - Male                                                             | FCCA Award             | Angel Baby    | Ganó      |
| 1995 | Best Actor in a Lead Role                                                     | AFI Award              | Angel Baby    | Ganó      |
| 1985 | Most Outstanding Newcomer to Film                                             | BAFTA Film Award       | Cal           | Nominado  |